# Som uzbek
El som uzbek (en uzbek o‘zbek so‘m, ўзбек сўм en caràcters ciríl·lics, o simplement so‘m, сўм) és la moneda de l'Uzbekistan des del 15 de novembre del 1993, en què va substituir el ruble soviètic en termes paritaris. El codi ISO 4217 és UZS. El mot som significa "pur" en kazakh, kirguís, uigur, uzbek i altres llengües turqueses, en el sentit d'"or pur". Se subdivideix en 100 tiyin o тийин.
És emès pel Banc Central de la República de l'Uzbekistan (O`zbekiston Respublikasi Markaziy Banki / Ўзбекистон Республикаси Марказий Банки). L'1 de juliol del 1994 fou objecte d'una revaluació, a raó de 1.000 som antics per un de nou.
Hi ha monedes d'1, 3, 5, 10, 20 i 50 tiyin i d'1, 5, 10, 25, 50 i 100 som, i bitllets d'1, 3, 5, 10, 25, 50, 100, 200, 500 i 1.000 som.

## Taxes de canvi
- 1 EUR = 12.159,06 UZS (8 d'octubre de 2020)
- 1 USD = 10.334,83 UZS (8 d'octubre de 2020)